# Bogoljubov - Alekhine, Hastings, 1922
Cet article utilise la notation algébrique pour décrire des coups du jeu d'échecs.
Bogoljubov - Alekhine, Hastings, 1922 est une célèbre partie d'échecs disputée lors de la 10e et dernière ronde du tournoi de Hastings le 21 septembre 1922 par Alexandre Alekhine avec les pièces noires contre Efim Bogoljubov (blancs).

## Contexte
Pour Alekhine, gagner le tournoi était important car à cette époque, il essayait de se faire un nom avec de bons résultats en tant que challenger du champion du monde d'échecs José Raúl Capablanca. Alekhine a effectivement remporté le tournoi avec 7,5 points, un demi-point devant Akiba Rubinstein. 

## La partie
Dans cette partie, Alekhine contrôle totalement l'échiquier : il gagne de l'espace à l'aile-dame après 11...a5, puis attaque soudainement à l'aile-roi avant de revenir attaquer à l'aile-dame.
1. d4 f5 2. c4 Cf6 3. g3 e6 4. Fg2 Fb4+ 5. Fd2 Fxd2+ 6. Cxd2 Cc6 7. Cgf3 0-0 8. 0-0 d6 9. Db3 Rh8 10. Dc3 e5 11. e3 a5 12. b3 De8 13. a3 Dh5 14. h4 Cg4 15. Cg5 Fd7 16. f3 Cf6 17. f4 e4 18. Tfd1 h6 19. Ch3 d5 20. Cf1 Ce7 21. a4 Cc6 22. Td2 Cb4 23. Fh1 De8 24. Tg2? dxc4 25. bxc4 Fxa4 26. Cf2 Fd7 27. Cd2 b5 28. Cd1 Cd3 29. Txa5 b4 30. Txa8 bxc3 31. Txe8
|   | a | b | c | d | e | f | g | h |   |
| 8 | Tour blanche sur case blanche e8 · Tour noire sur case noire f8 · Roi noir sur case noire h8 · Pion noir sur case noire c7 · Fou noir sur case blanche d7 · Pion noir sur case noire g7 · Cavalier noir sur case noire f6 · Pion noir sur case noire h6 · Pion noir sur case blanche f5 · Pion blanc sur case blanche c4 · Pion blanc sur case noire d4 · Pion noir sur case blanche e4 · Pion blanc sur case noire f4 · Pion blanc sur case noire h4 · Pion noir sur case noire c3 · Cavalier noir sur case blanche d3 · Pion blanc sur case noire e3 · Pion blanc sur case noire g3 · Cavalier blanc sur case noire d2 · Tour blanche sur case blanche g2 · Cavalier blanc sur case blanche d1 · Roi blanc sur case noire g1 · Fou blanc sur case blanche h1 | Tour blanche sur case blanche e8 · Tour noire sur case noire f8 · Roi noir sur case noire h8 · Pion noir sur case noire c7 · Fou noir sur case blanche d7 · Pion noir sur case noire g7 · Cavalier noir sur case noire f6 · Pion noir sur case noire h6 · Pion noir sur case blanche f5 · Pion blanc sur case blanche c4 · Pion blanc sur case noire d4 · Pion noir sur case blanche e4 · Pion blanc sur case noire f4 · Pion blanc sur case noire h4 · Pion noir sur case noire c3 · Cavalier noir sur case blanche d3 · Pion blanc sur case noire e3 · Pion blanc sur case noire g3 · Cavalier blanc sur case noire d2 · Tour blanche sur case blanche g2 · Cavalier blanc sur case blanche d1 · Roi blanc sur case noire g1 · Fou blanc sur case blanche h1 | Tour blanche sur case blanche e8 · Tour noire sur case noire f8 · Roi noir sur case noire h8 · Pion noir sur case noire c7 · Fou noir sur case blanche d7 · Pion noir sur case noire g7 · Cavalier noir sur case noire f6 · Pion noir sur case noire h6 · Pion noir sur case blanche f5 · Pion blanc sur case blanche c4 · Pion blanc sur case noire d4 · Pion noir sur case blanche e4 · Pion blanc sur case noire f4 · Pion blanc sur case noire h4 · Pion noir sur case noire c3 · Cavalier noir sur case blanche d3 · Pion blanc sur case noire e3 · Pion blanc sur case noire g3 · Cavalier blanc sur case noire d2 · Tour blanche sur case blanche g2 · Cavalier blanc sur case blanche d1 · Roi blanc sur case noire g1 · Fou blanc sur case blanche h1 | Tour blanche sur case blanche e8 · Tour noire sur case noire f8 · Roi noir sur case noire h8 · Pion noir sur case noire c7 · Fou noir sur case blanche d7 · Pion noir sur case noire g7 · Cavalier noir sur case noire f6 · Pion noir sur case noire h6 · Pion noir sur case blanche f5 · Pion blanc sur case blanche c4 · Pion blanc sur case noire d4 · Pion noir sur case blanche e4 · Pion blanc sur case noire f4 · Pion blanc sur case noire h4 · Pion noir sur case noire c3 · Cavalier noir sur case blanche d3 · Pion blanc sur case noire e3 · Pion blanc sur case noire g3 · Cavalier blanc sur case noire d2 · Tour blanche sur case blanche g2 · Cavalier blanc sur case blanche d1 · Roi blanc sur case noire g1 · Fou blanc sur case blanche h1 | Tour blanche sur case blanche e8 · Tour noire sur case noire f8 · Roi noir sur case noire h8 · Pion noir sur case noire c7 · Fou noir sur case blanche d7 · Pion noir sur case noire g7 · Cavalier noir sur case noire f6 · Pion noir sur case noire h6 · Pion noir sur case blanche f5 · Pion blanc sur case blanche c4 · Pion blanc sur case noire d4 · Pion noir sur case blanche e4 · Pion blanc sur case noire f4 · Pion blanc sur case noire h4 · Pion noir sur case noire c3 · Cavalier noir sur case blanche d3 · Pion blanc sur case noire e3 · Pion blanc sur case noire g3 · Cavalier blanc sur case noire d2 · Tour blanche sur case blanche g2 · Cavalier blanc sur case blanche d1 · Roi blanc sur case noire g1 · Fou blanc sur case blanche h1 | Tour blanche sur case blanche e8 · Tour noire sur case noire f8 · Roi noir sur case noire h8 · Pion noir sur case noire c7 · Fou noir sur case blanche d7 · Pion noir sur case noire g7 · Cavalier noir sur case noire f6 · Pion noir sur case noire h6 · Pion noir sur case blanche f5 · Pion blanc sur case blanche c4 · Pion blanc sur case noire d4 · Pion noir sur case blanche e4 · Pion blanc sur case noire f4 · Pion blanc sur case noire h4 · Pion noir sur case noire c3 · Cavalier noir sur case blanche d3 · Pion blanc sur case noire e3 · Pion blanc sur case noire g3 · Cavalier blanc sur case noire d2 · Tour blanche sur case blanche g2 · Cavalier blanc sur case blanche d1 · Roi blanc sur case noire g1 · Fou blanc sur case blanche h1 | Tour blanche sur case blanche e8 · Tour noire sur case noire f8 · Roi noir sur case noire h8 · Pion noir sur case noire c7 · Fou noir sur case blanche d7 · Pion noir sur case noire g7 · Cavalier noir sur case noire f6 · Pion noir sur case noire h6 · Pion noir sur case blanche f5 · Pion blanc sur case blanche c4 · Pion blanc sur case noire d4 · Pion noir sur case blanche e4 · Pion blanc sur case noire f4 · Pion blanc sur case noire h4 · Pion noir sur case noire c3 · Cavalier noir sur case blanche d3 · Pion blanc sur case noire e3 · Pion blanc sur case noire g3 · Cavalier blanc sur case noire d2 · Tour blanche sur case blanche g2 · Cavalier blanc sur case blanche d1 · Roi blanc sur case noire g1 · Fou blanc sur case blanche h1 | Tour blanche sur case blanche e8 · Tour noire sur case noire f8 · Roi noir sur case noire h8 · Pion noir sur case noire c7 · Fou noir sur case blanche d7 · Pion noir sur case noire g7 · Cavalier noir sur case noire f6 · Pion noir sur case noire h6 · Pion noir sur case blanche f5 · Pion blanc sur case blanche c4 · Pion blanc sur case noire d4 · Pion noir sur case blanche e4 · Pion blanc sur case noire f4 · Pion blanc sur case noire h4 · Pion noir sur case noire c3 · Cavalier noir sur case blanche d3 · Pion blanc sur case noire e3 · Pion blanc sur case noire g3 · Cavalier blanc sur case noire d2 · Tour blanche sur case blanche g2 · Cavalier blanc sur case blanche d1 · Roi blanc sur case noire g1 · Fou blanc sur case blanche h1 | 8 |
| 7 | Tour blanche sur case blanche e8 · Tour noire sur case noire f8 · Roi noir sur case noire h8 · Pion noir sur case noire c7 · Fou noir sur case blanche d7 · Pion noir sur case noire g7 · Cavalier noir sur case noire f6 · Pion noir sur case noire h6 · Pion noir sur case blanche f5 · Pion blanc sur case blanche c4 · Pion blanc sur case noire d4 · Pion noir sur case blanche e4 · Pion blanc sur case noire f4 · Pion blanc sur case noire h4 · Pion noir sur case noire c3 · Cavalier noir sur case blanche d3 · Pion blanc sur case noire e3 · Pion blanc sur case noire g3 · Cavalier blanc sur case noire d2 · Tour blanche sur case blanche g2 · Cavalier blanc sur case blanche d1 · Roi blanc sur case noire g1 · Fou blanc sur case blanche h1 | Tour blanche sur case blanche e8 · Tour noire sur case noire f8 · Roi noir sur case noire h8 · Pion noir sur case noire c7 · Fou noir sur case blanche d7 · Pion noir sur case noire g7 · Cavalier noir sur case noire f6 · Pion noir sur case noire h6 · Pion noir sur case blanche f5 · Pion blanc sur case blanche c4 · Pion blanc sur case noire d4 · Pion noir sur case blanche e4 · Pion blanc sur case noire f4 · Pion blanc sur case noire h4 · Pion noir sur case noire c3 · Cavalier noir sur case blanche d3 · Pion blanc sur case noire e3 · Pion blanc sur case noire g3 · Cavalier blanc sur case noire d2 · Tour blanche sur case blanche g2 · Cavalier blanc sur case blanche d1 · Roi blanc sur case noire g1 · Fou blanc sur case blanche h1 | Tour blanche sur case blanche e8 · Tour noire sur case noire f8 · Roi noir sur case noire h8 · Pion noir sur case noire c7 · Fou noir sur case blanche d7 · Pion noir sur case noire g7 · Cavalier noir sur case noire f6 · Pion noir sur case noire h6 · Pion noir sur case blanche f5 · Pion blanc sur case blanche c4 · Pion blanc sur case noire d4 · Pion noir sur case blanche e4 · Pion blanc sur case noire f4 · Pion blanc sur case noire h4 · Pion noir sur case noire c3 · Cavalier noir sur case blanche d3 · Pion blanc sur case noire e3 · Pion blanc sur case noire g3 · Cavalier blanc sur case noire d2 · Tour blanche sur case blanche g2 · Cavalier blanc sur case blanche d1 · Roi blanc sur case noire g1 · Fou blanc sur case blanche h1 | Tour blanche sur case blanche e8 · Tour noire sur case noire f8 · Roi noir sur case noire h8 · Pion noir sur case noire c7 · Fou noir sur case blanche d7 · Pion noir sur case noire g7 · Cavalier noir sur case noire f6 · Pion noir sur case noire h6 · Pion noir sur case blanche f5 · Pion blanc sur case blanche c4 · Pion blanc sur case noire d4 · Pion noir sur case blanche e4 · Pion blanc sur case noire f4 · Pion blanc sur case noire h4 · Pion noir sur case noire c3 · Cavalier noir sur case blanche d3 · Pion blanc sur case noire e3 · Pion blanc sur case noire g3 · Cavalier blanc sur case noire d2 · Tour blanche sur case blanche g2 · Cavalier blanc sur case blanche d1 · Roi blanc sur case noire g1 · Fou blanc sur case blanche h1 | Tour blanche sur case blanche e8 · Tour noire sur case noire f8 · Roi noir sur case noire h8 · Pion noir sur case noire c7 · Fou noir sur case blanche d7 · Pion noir sur case noire g7 · Cavalier noir sur case noire f6 · Pion noir sur case noire h6 · Pion noir sur case blanche f5 · Pion blanc sur case blanche c4 · Pion blanc sur case noire d4 · Pion noir sur case blanche e4 · Pion blanc sur case noire f4 · Pion blanc sur case noire h4 · Pion noir sur case noire c3 · Cavalier noir sur case blanche d3 · Pion blanc sur case noire e3 · Pion blanc sur case noire g3 · Cavalier blanc sur case noire d2 · Tour blanche sur case blanche g2 · Cavalier blanc sur case blanche d1 · Roi blanc sur case noire g1 · Fou blanc sur case blanche h1 | Tour blanche sur case blanche e8 · Tour noire sur case noire f8 · Roi noir sur case noire h8 · Pion noir sur case noire c7 · Fou noir sur case blanche d7 · Pion noir sur case noire g7 · Cavalier noir sur case noire f6 · Pion noir sur case noire h6 · Pion noir sur case blanche f5 · Pion blanc sur case blanche c4 · Pion blanc sur case noire d4 · Pion noir sur case blanche e4 · Pion blanc sur case noire f4 · Pion blanc sur case noire h4 · Pion noir sur case noire c3 · Cavalier noir sur case blanche d3 · Pion blanc sur case noire e3 · Pion blanc sur case noire g3 · Cavalier blanc sur case noire d2 · Tour blanche sur case blanche g2 · Cavalier blanc sur case blanche d1 · Roi blanc sur case noire g1 · Fou blanc sur case blanche h1 | Tour blanche sur case blanche e8 · Tour noire sur case noire f8 · Roi noir sur case noire h8 · Pion noir sur case noire c7 · Fou noir sur case blanche d7 · Pion noir sur case noire g7 · Cavalier noir sur case noire f6 · Pion noir sur case noire h6 · Pion noir sur case blanche f5 · Pion blanc sur case blanche c4 · Pion blanc sur case noire d4 · Pion noir sur case blanche e4 · Pion blanc sur case noire f4 · Pion blanc sur case noire h4 · Pion noir sur case noire c3 · Cavalier noir sur case blanche d3 · Pion blanc sur case noire e3 · Pion blanc sur case noire g3 · Cavalier blanc sur case noire d2 · Tour blanche sur case blanche g2 · Cavalier blanc sur case blanche d1 · Roi blanc sur case noire g1 · Fou blanc sur case blanche h1 | Tour blanche sur case blanche e8 · Tour noire sur case noire f8 · Roi noir sur case noire h8 · Pion noir sur case noire c7 · Fou noir sur case blanche d7 · Pion noir sur case noire g7 · Cavalier noir sur case noire f6 · Pion noir sur case noire h6 · Pion noir sur case blanche f5 · Pion blanc sur case blanche c4 · Pion blanc sur case noire d4 · Pion noir sur case blanche e4 · Pion blanc sur case noire f4 · Pion blanc sur case noire h4 · Pion noir sur case noire c3 · Cavalier noir sur case blanche d3 · Pion blanc sur case noire e3 · Pion blanc sur case noire g3 · Cavalier blanc sur case noire d2 · Tour blanche sur case blanche g2 · Cavalier blanc sur case blanche d1 · Roi blanc sur case noire g1 · Fou blanc sur case blanche h1 | 7 |
| 6 | Tour blanche sur case blanche e8 · Tour noire sur case noire f8 · Roi noir sur case noire h8 · Pion noir sur case noire c7 · Fou noir sur case blanche d7 · Pion noir sur case noire g7 · Cavalier noir sur case noire f6 · Pion noir sur case noire h6 · Pion noir sur case blanche f5 · Pion blanc sur case blanche c4 · Pion blanc sur case noire d4 · Pion noir sur case blanche e4 · Pion blanc sur case noire f4 · Pion blanc sur case noire h4 · Pion noir sur case noire c3 · Cavalier noir sur case blanche d3 · Pion blanc sur case noire e3 · Pion blanc sur case noire g3 · Cavalier blanc sur case noire d2 · Tour blanche sur case blanche g2 · Cavalier blanc sur case blanche d1 · Roi blanc sur case noire g1 · Fou blanc sur case blanche h1 | Tour blanche sur case blanche e8 · Tour noire sur case noire f8 · Roi noir sur case noire h8 · Pion noir sur case noire c7 · Fou noir sur case blanche d7 · Pion noir sur case noire g7 · Cavalier noir sur case noire f6 · Pion noir sur case noire h6 · Pion noir sur case blanche f5 · Pion blanc sur case blanche c4 · Pion blanc sur case noire d4 · Pion noir sur case blanche e4 · Pion blanc sur case noire f4 · Pion blanc sur case noire h4 · Pion noir sur case noire c3 · Cavalier noir sur case blanche d3 · Pion blanc sur case noire e3 · Pion blanc sur case noire g3 · Cavalier blanc sur case noire d2 · Tour blanche sur case blanche g2 · Cavalier blanc sur case blanche d1 · Roi blanc sur case noire g1 · Fou blanc sur case blanche h1 | Tour blanche sur case blanche e8 · Tour noire sur case noire f8 · Roi noir sur case noire h8 · Pion noir sur case noire c7 · Fou noir sur case blanche d7 · Pion noir sur case noire g7 · Cavalier noir sur case noire f6 · Pion noir sur case noire h6 · Pion noir sur case blanche f5 · Pion blanc sur case blanche c4 · Pion blanc sur case noire d4 · Pion noir sur case blanche e4 · Pion blanc sur case noire f4 · Pion blanc sur case noire h4 · Pion noir sur case noire c3 · Cavalier noir sur case blanche d3 · Pion blanc sur case noire e3 · Pion blanc sur case noire g3 · Cavalier blanc sur case noire d2 · Tour blanche sur case blanche g2 · Cavalier blanc sur case blanche d1 · Roi blanc sur case noire g1 · Fou blanc sur case blanche h1 | Tour blanche sur case blanche e8 · Tour noire sur case noire f8 · Roi noir sur case noire h8 · Pion noir sur case noire c7 · Fou noir sur case blanche d7 · Pion noir sur case noire g7 · Cavalier noir sur case noire f6 · Pion noir sur case noire h6 · Pion noir sur case blanche f5 · Pion blanc sur case blanche c4 · Pion blanc sur case noire d4 · Pion noir sur case blanche e4 · Pion blanc sur case noire f4 · Pion blanc sur case noire h4 · Pion noir sur case noire c3 · Cavalier noir sur case blanche d3 · Pion blanc sur case noire e3 · Pion blanc sur case noire g3 · Cavalier blanc sur case noire d2 · Tour blanche sur case blanche g2 · Cavalier blanc sur case blanche d1 · Roi blanc sur case noire g1 · Fou blanc sur case blanche h1 | Tour blanche sur case blanche e8 · Tour noire sur case noire f8 · Roi noir sur case noire h8 · Pion noir sur case noire c7 · Fou noir sur case blanche d7 · Pion noir sur case noire g7 · Cavalier noir sur case noire f6 · Pion noir sur case noire h6 · Pion noir sur case blanche f5 · Pion blanc sur case blanche c4 · Pion blanc sur case noire d4 · Pion noir sur case blanche e4 · Pion blanc sur case noire f4 · Pion blanc sur case noire h4 · Pion noir sur case noire c3 · Cavalier noir sur case blanche d3 · Pion blanc sur case noire e3 · Pion blanc sur case noire g3 · Cavalier blanc sur case noire d2 · Tour blanche sur case blanche g2 · Cavalier blanc sur case blanche d1 · Roi blanc sur case noire g1 · Fou blanc sur case blanche h1 | Tour blanche sur case blanche e8 · Tour noire sur case noire f8 · Roi noir sur case noire h8 · Pion noir sur case noire c7 · Fou noir sur case blanche d7 · Pion noir sur case noire g7 · Cavalier noir sur case noire f6 · Pion noir sur case noire h6 · Pion noir sur case blanche f5 · Pion blanc sur case blanche c4 · Pion blanc sur case noire d4 · Pion noir sur case blanche e4 · Pion blanc sur case noire f4 · Pion blanc sur case noire h4 · Pion noir sur case noire c3 · Cavalier noir sur case blanche d3 · Pion blanc sur case noire e3 · Pion blanc sur case noire g3 · Cavalier blanc sur case noire d2 · Tour blanche sur case blanche g2 · Cavalier blanc sur case blanche d1 · Roi blanc sur case noire g1 · Fou blanc sur case blanche h1 | Tour blanche sur case blanche e8 · Tour noire sur case noire f8 · Roi noir sur case noire h8 · Pion noir sur case noire c7 · Fou noir sur case blanche d7 · Pion noir sur case noire g7 · Cavalier noir sur case noire f6 · Pion noir sur case noire h6 · Pion noir sur case blanche f5 · Pion blanc sur case blanche c4 · Pion blanc sur case noire d4 · Pion noir sur case blanche e4 · Pion blanc sur case noire f4 · Pion blanc sur case noire h4 · Pion noir sur case noire c3 · Cavalier noir sur case blanche d3 · Pion blanc sur case noire e3 · Pion blanc sur case noire g3 · Cavalier blanc sur case noire d2 · Tour blanche sur case blanche g2 · Cavalier blanc sur case blanche d1 · Roi blanc sur case noire g1 · Fou blanc sur case blanche h1 | Tour blanche sur case blanche e8 · Tour noire sur case noire f8 · Roi noir sur case noire h8 · Pion noir sur case noire c7 · Fou noir sur case blanche d7 · Pion noir sur case noire g7 · Cavalier noir sur case noire f6 · Pion noir sur case noire h6 · Pion noir sur case blanche f5 · Pion blanc sur case blanche c4 · Pion blanc sur case noire d4 · Pion noir sur case blanche e4 · Pion blanc sur case noire f4 · Pion blanc sur case noire h4 · Pion noir sur case noire c3 · Cavalier noir sur case blanche d3 · Pion blanc sur case noire e3 · Pion blanc sur case noire g3 · Cavalier blanc sur case noire d2 · Tour blanche sur case blanche g2 · Cavalier blanc sur case blanche d1 · Roi blanc sur case noire g1 · Fou blanc sur case blanche h1 | 6 |
| 5 | Tour blanche sur case blanche e8 · Tour noire sur case noire f8 · Roi noir sur case noire h8 · Pion noir sur case noire c7 · Fou noir sur case blanche d7 · Pion noir sur case noire g7 · Cavalier noir sur case noire f6 · Pion noir sur case noire h6 · Pion noir sur case blanche f5 · Pion blanc sur case blanche c4 · Pion blanc sur case noire d4 · Pion noir sur case blanche e4 · Pion blanc sur case noire f4 · Pion blanc sur case noire h4 · Pion noir sur case noire c3 · Cavalier noir sur case blanche d3 · Pion blanc sur case noire e3 · Pion blanc sur case noire g3 · Cavalier blanc sur case noire d2 · Tour blanche sur case blanche g2 · Cavalier blanc sur case blanche d1 · Roi blanc sur case noire g1 · Fou blanc sur case blanche h1 | Tour blanche sur case blanche e8 · Tour noire sur case noire f8 · Roi noir sur case noire h8 · Pion noir sur case noire c7 · Fou noir sur case blanche d7 · Pion noir sur case noire g7 · Cavalier noir sur case noire f6 · Pion noir sur case noire h6 · Pion noir sur case blanche f5 · Pion blanc sur case blanche c4 · Pion blanc sur case noire d4 · Pion noir sur case blanche e4 · Pion blanc sur case noire f4 · Pion blanc sur case noire h4 · Pion noir sur case noire c3 · Cavalier noir sur case blanche d3 · Pion blanc sur case noire e3 · Pion blanc sur case noire g3 · Cavalier blanc sur case noire d2 · Tour blanche sur case blanche g2 · Cavalier blanc sur case blanche d1 · Roi blanc sur case noire g1 · Fou blanc sur case blanche h1 | Tour blanche sur case blanche e8 · Tour noire sur case noire f8 · Roi noir sur case noire h8 · Pion noir sur case noire c7 · Fou noir sur case blanche d7 · Pion noir sur case noire g7 · Cavalier noir sur case noire f6 · Pion noir sur case noire h6 · Pion noir sur case blanche f5 · Pion blanc sur case blanche c4 · Pion blanc sur case noire d4 · Pion noir sur case blanche e4 · Pion blanc sur case noire f4 · Pion blanc sur case noire h4 · Pion noir sur case noire c3 · Cavalier noir sur case blanche d3 · Pion blanc sur case noire e3 · Pion blanc sur case noire g3 · Cavalier blanc sur case noire d2 · Tour blanche sur case blanche g2 · Cavalier blanc sur case blanche d1 · Roi blanc sur case noire g1 · Fou blanc sur case blanche h1 | Tour blanche sur case blanche e8 · Tour noire sur case noire f8 · Roi noir sur case noire h8 · Pion noir sur case noire c7 · Fou noir sur case blanche d7 · Pion noir sur case noire g7 · Cavalier noir sur case noire f6 · Pion noir sur case noire h6 · Pion noir sur case blanche f5 · Pion blanc sur case blanche c4 · Pion blanc sur case noire d4 · Pion noir sur case blanche e4 · Pion blanc sur case noire f4 · Pion blanc sur case noire h4 · Pion noir sur case noire c3 · Cavalier noir sur case blanche d3 · Pion blanc sur case noire e3 · Pion blanc sur case noire g3 · Cavalier blanc sur case noire d2 · Tour blanche sur case blanche g2 · Cavalier blanc sur case blanche d1 · Roi blanc sur case noire g1 · Fou blanc sur case blanche h1 | Tour blanche sur case blanche e8 · Tour noire sur case noire f8 · Roi noir sur case noire h8 · Pion noir sur case noire c7 · Fou noir sur case blanche d7 · Pion noir sur case noire g7 · Cavalier noir sur case noire f6 · Pion noir sur case noire h6 · Pion noir sur case blanche f5 · Pion blanc sur case blanche c4 · Pion blanc sur case noire d4 · Pion noir sur case blanche e4 · Pion blanc sur case noire f4 · Pion blanc sur case noire h4 · Pion noir sur case noire c3 · Cavalier noir sur case blanche d3 · Pion blanc sur case noire e3 · Pion blanc sur case noire g3 · Cavalier blanc sur case noire d2 · Tour blanche sur case blanche g2 · Cavalier blanc sur case blanche d1 · Roi blanc sur case noire g1 · Fou blanc sur case blanche h1 | Tour blanche sur case blanche e8 · Tour noire sur case noire f8 · Roi noir sur case noire h8 · Pion noir sur case noire c7 · Fou noir sur case blanche d7 · Pion noir sur case noire g7 · Cavalier noir sur case noire f6 · Pion noir sur case noire h6 · Pion noir sur case blanche f5 · Pion blanc sur case blanche c4 · Pion blanc sur case noire d4 · Pion noir sur case blanche e4 · Pion blanc sur case noire f4 · Pion blanc sur case noire h4 · Pion noir sur case noire c3 · Cavalier noir sur case blanche d3 · Pion blanc sur case noire e3 · Pion blanc sur case noire g3 · Cavalier blanc sur case noire d2 · Tour blanche sur case blanche g2 · Cavalier blanc sur case blanche d1 · Roi blanc sur case noire g1 · Fou blanc sur case blanche h1 | Tour blanche sur case blanche e8 · Tour noire sur case noire f8 · Roi noir sur case noire h8 · Pion noir sur case noire c7 · Fou noir sur case blanche d7 · Pion noir sur case noire g7 · Cavalier noir sur case noire f6 · Pion noir sur case noire h6 · Pion noir sur case blanche f5 · Pion blanc sur case blanche c4 · Pion blanc sur case noire d4 · Pion noir sur case blanche e4 · Pion blanc sur case noire f4 · Pion blanc sur case noire h4 · Pion noir sur case noire c3 · Cavalier noir sur case blanche d3 · Pion blanc sur case noire e3 · Pion blanc sur case noire g3 · Cavalier blanc sur case noire d2 · Tour blanche sur case blanche g2 · Cavalier blanc sur case blanche d1 · Roi blanc sur case noire g1 · Fou blanc sur case blanche h1 | Tour blanche sur case blanche e8 · Tour noire sur case noire f8 · Roi noir sur case noire h8 · Pion noir sur case noire c7 · Fou noir sur case blanche d7 · Pion noir sur case noire g7 · Cavalier noir sur case noire f6 · Pion noir sur case noire h6 · Pion noir sur case blanche f5 · Pion blanc sur case blanche c4 · Pion blanc sur case noire d4 · Pion noir sur case blanche e4 · Pion blanc sur case noire f4 · Pion blanc sur case noire h4 · Pion noir sur case noire c3 · Cavalier noir sur case blanche d3 · Pion blanc sur case noire e3 · Pion blanc sur case noire g3 · Cavalier blanc sur case noire d2 · Tour blanche sur case blanche g2 · Cavalier blanc sur case blanche d1 · Roi blanc sur case noire g1 · Fou blanc sur case blanche h1 | 5 |
| 4 | Tour blanche sur case blanche e8 · Tour noire sur case noire f8 · Roi noir sur case noire h8 · Pion noir sur case noire c7 · Fou noir sur case blanche d7 · Pion noir sur case noire g7 · Cavalier noir sur case noire f6 · Pion noir sur case noire h6 · Pion noir sur case blanche f5 · Pion blanc sur case blanche c4 · Pion blanc sur case noire d4 · Pion noir sur case blanche e4 · Pion blanc sur case noire f4 · Pion blanc sur case noire h4 · Pion noir sur case noire c3 · Cavalier noir sur case blanche d3 · Pion blanc sur case noire e3 · Pion blanc sur case noire g3 · Cavalier blanc sur case noire d2 · Tour blanche sur case blanche g2 · Cavalier blanc sur case blanche d1 · Roi blanc sur case noire g1 · Fou blanc sur case blanche h1 | Tour blanche sur case blanche e8 · Tour noire sur case noire f8 · Roi noir sur case noire h8 · Pion noir sur case noire c7 · Fou noir sur case blanche d7 · Pion noir sur case noire g7 · Cavalier noir sur case noire f6 · Pion noir sur case noire h6 · Pion noir sur case blanche f5 · Pion blanc sur case blanche c4 · Pion blanc sur case noire d4 · Pion noir sur case blanche e4 · Pion blanc sur case noire f4 · Pion blanc sur case noire h4 · Pion noir sur case noire c3 · Cavalier noir sur case blanche d3 · Pion blanc sur case noire e3 · Pion blanc sur case noire g3 · Cavalier blanc sur case noire d2 · Tour blanche sur case blanche g2 · Cavalier blanc sur case blanche d1 · Roi blanc sur case noire g1 · Fou blanc sur case blanche h1 | Tour blanche sur case blanche e8 · Tour noire sur case noire f8 · Roi noir sur case noire h8 · Pion noir sur case noire c7 · Fou noir sur case blanche d7 · Pion noir sur case noire g7 · Cavalier noir sur case noire f6 · Pion noir sur case noire h6 · Pion noir sur case blanche f5 · Pion blanc sur case blanche c4 · Pion blanc sur case noire d4 · Pion noir sur case blanche e4 · Pion blanc sur case noire f4 · Pion blanc sur case noire h4 · Pion noir sur case noire c3 · Cavalier noir sur case blanche d3 · Pion blanc sur case noire e3 · Pion blanc sur case noire g3 · Cavalier blanc sur case noire d2 · Tour blanche sur case blanche g2 · Cavalier blanc sur case blanche d1 · Roi blanc sur case noire g1 · Fou blanc sur case blanche h1 | Tour blanche sur case blanche e8 · Tour noire sur case noire f8 · Roi noir sur case noire h8 · Pion noir sur case noire c7 · Fou noir sur case blanche d7 · Pion noir sur case noire g7 · Cavalier noir sur case noire f6 · Pion noir sur case noire h6 · Pion noir sur case blanche f5 · Pion blanc sur case blanche c4 · Pion blanc sur case noire d4 · Pion noir sur case blanche e4 · Pion blanc sur case noire f4 · Pion blanc sur case noire h4 · Pion noir sur case noire c3 · Cavalier noir sur case blanche d3 · Pion blanc sur case noire e3 · Pion blanc sur case noire g3 · Cavalier blanc sur case noire d2 · Tour blanche sur case blanche g2 · Cavalier blanc sur case blanche d1 · Roi blanc sur case noire g1 · Fou blanc sur case blanche h1 | Tour blanche sur case blanche e8 · Tour noire sur case noire f8 · Roi noir sur case noire h8 · Pion noir sur case noire c7 · Fou noir sur case blanche d7 · Pion noir sur case noire g7 · Cavalier noir sur case noire f6 · Pion noir sur case noire h6 · Pion noir sur case blanche f5 · Pion blanc sur case blanche c4 · Pion blanc sur case noire d4 · Pion noir sur case blanche e4 · Pion blanc sur case noire f4 · Pion blanc sur case noire h4 · Pion noir sur case noire c3 · Cavalier noir sur case blanche d3 · Pion blanc sur case noire e3 · Pion blanc sur case noire g3 · Cavalier blanc sur case noire d2 · Tour blanche sur case blanche g2 · Cavalier blanc sur case blanche d1 · Roi blanc sur case noire g1 · Fou blanc sur case blanche h1 | Tour blanche sur case blanche e8 · Tour noire sur case noire f8 · Roi noir sur case noire h8 · Pion noir sur case noire c7 · Fou noir sur case blanche d7 · Pion noir sur case noire g7 · Cavalier noir sur case noire f6 · Pion noir sur case noire h6 · Pion noir sur case blanche f5 · Pion blanc sur case blanche c4 · Pion blanc sur case noire d4 · Pion noir sur case blanche e4 · Pion blanc sur case noire f4 · Pion blanc sur case noire h4 · Pion noir sur case noire c3 · Cavalier noir sur case blanche d3 · Pion blanc sur case noire e3 · Pion blanc sur case noire g3 · Cavalier blanc sur case noire d2 · Tour blanche sur case blanche g2 · Cavalier blanc sur case blanche d1 · Roi blanc sur case noire g1 · Fou blanc sur case blanche h1 | Tour blanche sur case blanche e8 · Tour noire sur case noire f8 · Roi noir sur case noire h8 · Pion noir sur case noire c7 · Fou noir sur case blanche d7 · Pion noir sur case noire g7 · Cavalier noir sur case noire f6 · Pion noir sur case noire h6 · Pion noir sur case blanche f5 · Pion blanc sur case blanche c4 · Pion blanc sur case noire d4 · Pion noir sur case blanche e4 · Pion blanc sur case noire f4 · Pion blanc sur case noire h4 · Pion noir sur case noire c3 · Cavalier noir sur case blanche d3 · Pion blanc sur case noire e3 · Pion blanc sur case noire g3 · Cavalier blanc sur case noire d2 · Tour blanche sur case blanche g2 · Cavalier blanc sur case blanche d1 · Roi blanc sur case noire g1 · Fou blanc sur case blanche h1 | Tour blanche sur case blanche e8 · Tour noire sur case noire f8 · Roi noir sur case noire h8 · Pion noir sur case noire c7 · Fou noir sur case blanche d7 · Pion noir sur case noire g7 · Cavalier noir sur case noire f6 · Pion noir sur case noire h6 · Pion noir sur case blanche f5 · Pion blanc sur case blanche c4 · Pion blanc sur case noire d4 · Pion noir sur case blanche e4 · Pion blanc sur case noire f4 · Pion blanc sur case noire h4 · Pion noir sur case noire c3 · Cavalier noir sur case blanche d3 · Pion blanc sur case noire e3 · Pion blanc sur case noire g3 · Cavalier blanc sur case noire d2 · Tour blanche sur case blanche g2 · Cavalier blanc sur case blanche d1 · Roi blanc sur case noire g1 · Fou blanc sur case blanche h1 | 4 |
| 3 | Tour blanche sur case blanche e8 · Tour noire sur case noire f8 · Roi noir sur case noire h8 · Pion noir sur case noire c7 · Fou noir sur case blanche d7 · Pion noir sur case noire g7 · Cavalier noir sur case noire f6 · Pion noir sur case noire h6 · Pion noir sur case blanche f5 · Pion blanc sur case blanche c4 · Pion blanc sur case noire d4 · Pion noir sur case blanche e4 · Pion blanc sur case noire f4 · Pion blanc sur case noire h4 · Pion noir sur case noire c3 · Cavalier noir sur case blanche d3 · Pion blanc sur case noire e3 · Pion blanc sur case noire g3 · Cavalier blanc sur case noire d2 · Tour blanche sur case blanche g2 · Cavalier blanc sur case blanche d1 · Roi blanc sur case noire g1 · Fou blanc sur case blanche h1 | Tour blanche sur case blanche e8 · Tour noire sur case noire f8 · Roi noir sur case noire h8 · Pion noir sur case noire c7 · Fou noir sur case blanche d7 · Pion noir sur case noire g7 · Cavalier noir sur case noire f6 · Pion noir sur case noire h6 · Pion noir sur case blanche f5 · Pion blanc sur case blanche c4 · Pion blanc sur case noire d4 · Pion noir sur case blanche e4 · Pion blanc sur case noire f4 · Pion blanc sur case noire h4 · Pion noir sur case noire c3 · Cavalier noir sur case blanche d3 · Pion blanc sur case noire e3 · Pion blanc sur case noire g3 · Cavalier blanc sur case noire d2 · Tour blanche sur case blanche g2 · Cavalier blanc sur case blanche d1 · Roi blanc sur case noire g1 · Fou blanc sur case blanche h1 | Tour blanche sur case blanche e8 · Tour noire sur case noire f8 · Roi noir sur case noire h8 · Pion noir sur case noire c7 · Fou noir sur case blanche d7 · Pion noir sur case noire g7 · Cavalier noir sur case noire f6 · Pion noir sur case noire h6 · Pion noir sur case blanche f5 · Pion blanc sur case blanche c4 · Pion blanc sur case noire d4 · Pion noir sur case blanche e4 · Pion blanc sur case noire f4 · Pion blanc sur case noire h4 · Pion noir sur case noire c3 · Cavalier noir sur case blanche d3 · Pion blanc sur case noire e3 · Pion blanc sur case noire g3 · Cavalier blanc sur case noire d2 · Tour blanche sur case blanche g2 · Cavalier blanc sur case blanche d1 · Roi blanc sur case noire g1 · Fou blanc sur case blanche h1 | Tour blanche sur case blanche e8 · Tour noire sur case noire f8 · Roi noir sur case noire h8 · Pion noir sur case noire c7 · Fou noir sur case blanche d7 · Pion noir sur case noire g7 · Cavalier noir sur case noire f6 · Pion noir sur case noire h6 · Pion noir sur case blanche f5 · Pion blanc sur case blanche c4 · Pion blanc sur case noire d4 · Pion noir sur case blanche e4 · Pion blanc sur case noire f4 · Pion blanc sur case noire h4 · Pion noir sur case noire c3 · Cavalier noir sur case blanche d3 · Pion blanc sur case noire e3 · Pion blanc sur case noire g3 · Cavalier blanc sur case noire d2 · Tour blanche sur case blanche g2 · Cavalier blanc sur case blanche d1 · Roi blanc sur case noire g1 · Fou blanc sur case blanche h1 | Tour blanche sur case blanche e8 · Tour noire sur case noire f8 · Roi noir sur case noire h8 · Pion noir sur case noire c7 · Fou noir sur case blanche d7 · Pion noir sur case noire g7 · Cavalier noir sur case noire f6 · Pion noir sur case noire h6 · Pion noir sur case blanche f5 · Pion blanc sur case blanche c4 · Pion blanc sur case noire d4 · Pion noir sur case blanche e4 · Pion blanc sur case noire f4 · Pion blanc sur case noire h4 · Pion noir sur case noire c3 · Cavalier noir sur case blanche d3 · Pion blanc sur case noire e3 · Pion blanc sur case noire g3 · Cavalier blanc sur case noire d2 · Tour blanche sur case blanche g2 · Cavalier blanc sur case blanche d1 · Roi blanc sur case noire g1 · Fou blanc sur case blanche h1 | Tour blanche sur case blanche e8 · Tour noire sur case noire f8 · Roi noir sur case noire h8 · Pion noir sur case noire c7 · Fou noir sur case blanche d7 · Pion noir sur case noire g7 · Cavalier noir sur case noire f6 · Pion noir sur case noire h6 · Pion noir sur case blanche f5 · Pion blanc sur case blanche c4 · Pion blanc sur case noire d4 · Pion noir sur case blanche e4 · Pion blanc sur case noire f4 · Pion blanc sur case noire h4 · Pion noir sur case noire c3 · Cavalier noir sur case blanche d3 · Pion blanc sur case noire e3 · Pion blanc sur case noire g3 · Cavalier blanc sur case noire d2 · Tour blanche sur case blanche g2 · Cavalier blanc sur case blanche d1 · Roi blanc sur case noire g1 · Fou blanc sur case blanche h1 | Tour blanche sur case blanche e8 · Tour noire sur case noire f8 · Roi noir sur case noire h8 · Pion noir sur case noire c7 · Fou noir sur case blanche d7 · Pion noir sur case noire g7 · Cavalier noir sur case noire f6 · Pion noir sur case noire h6 · Pion noir sur case blanche f5 · Pion blanc sur case blanche c4 · Pion blanc sur case noire d4 · Pion noir sur case blanche e4 · Pion blanc sur case noire f4 · Pion blanc sur case noire h4 · Pion noir sur case noire c3 · Cavalier noir sur case blanche d3 · Pion blanc sur case noire e3 · Pion blanc sur case noire g3 · Cavalier blanc sur case noire d2 · Tour blanche sur case blanche g2 · Cavalier blanc sur case blanche d1 · Roi blanc sur case noire g1 · Fou blanc sur case blanche h1 | Tour blanche sur case blanche e8 · Tour noire sur case noire f8 · Roi noir sur case noire h8 · Pion noir sur case noire c7 · Fou noir sur case blanche d7 · Pion noir sur case noire g7 · Cavalier noir sur case noire f6 · Pion noir sur case noire h6 · Pion noir sur case blanche f5 · Pion blanc sur case blanche c4 · Pion blanc sur case noire d4 · Pion noir sur case blanche e4 · Pion blanc sur case noire f4 · Pion blanc sur case noire h4 · Pion noir sur case noire c3 · Cavalier noir sur case blanche d3 · Pion blanc sur case noire e3 · Pion blanc sur case noire g3 · Cavalier blanc sur case noire d2 · Tour blanche sur case blanche g2 · Cavalier blanc sur case blanche d1 · Roi blanc sur case noire g1 · Fou blanc sur case blanche h1 | 3 |
| 2 | Tour blanche sur case blanche e8 · Tour noire sur case noire f8 · Roi noir sur case noire h8 · Pion noir sur case noire c7 · Fou noir sur case blanche d7 · Pion noir sur case noire g7 · Cavalier noir sur case noire f6 · Pion noir sur case noire h6 · Pion noir sur case blanche f5 · Pion blanc sur case blanche c4 · Pion blanc sur case noire d4 · Pion noir sur case blanche e4 · Pion blanc sur case noire f4 · Pion blanc sur case noire h4 · Pion noir sur case noire c3 · Cavalier noir sur case blanche d3 · Pion blanc sur case noire e3 · Pion blanc sur case noire g3 · Cavalier blanc sur case noire d2 · Tour blanche sur case blanche g2 · Cavalier blanc sur case blanche d1 · Roi blanc sur case noire g1 · Fou blanc sur case blanche h1 | Tour blanche sur case blanche e8 · Tour noire sur case noire f8 · Roi noir sur case noire h8 · Pion noir sur case noire c7 · Fou noir sur case blanche d7 · Pion noir sur case noire g7 · Cavalier noir sur case noire f6 · Pion noir sur case noire h6 · Pion noir sur case blanche f5 · Pion blanc sur case blanche c4 · Pion blanc sur case noire d4 · Pion noir sur case blanche e4 · Pion blanc sur case noire f4 · Pion blanc sur case noire h4 · Pion noir sur case noire c3 · Cavalier noir sur case blanche d3 · Pion blanc sur case noire e3 · Pion blanc sur case noire g3 · Cavalier blanc sur case noire d2 · Tour blanche sur case blanche g2 · Cavalier blanc sur case blanche d1 · Roi blanc sur case noire g1 · Fou blanc sur case blanche h1 | Tour blanche sur case blanche e8 · Tour noire sur case noire f8 · Roi noir sur case noire h8 · Pion noir sur case noire c7 · Fou noir sur case blanche d7 · Pion noir sur case noire g7 · Cavalier noir sur case noire f6 · Pion noir sur case noire h6 · Pion noir sur case blanche f5 · Pion blanc sur case blanche c4 · Pion blanc sur case noire d4 · Pion noir sur case blanche e4 · Pion blanc sur case noire f4 · Pion blanc sur case noire h4 · Pion noir sur case noire c3 · Cavalier noir sur case blanche d3 · Pion blanc sur case noire e3 · Pion blanc sur case noire g3 · Cavalier blanc sur case noire d2 · Tour blanche sur case blanche g2 · Cavalier blanc sur case blanche d1 · Roi blanc sur case noire g1 · Fou blanc sur case blanche h1 | Tour blanche sur case blanche e8 · Tour noire sur case noire f8 · Roi noir sur case noire h8 · Pion noir sur case noire c7 · Fou noir sur case blanche d7 · Pion noir sur case noire g7 · Cavalier noir sur case noire f6 · Pion noir sur case noire h6 · Pion noir sur case blanche f5 · Pion blanc sur case blanche c4 · Pion blanc sur case noire d4 · Pion noir sur case blanche e4 · Pion blanc sur case noire f4 · Pion blanc sur case noire h4 · Pion noir sur case noire c3 · Cavalier noir sur case blanche d3 · Pion blanc sur case noire e3 · Pion blanc sur case noire g3 · Cavalier blanc sur case noire d2 · Tour blanche sur case blanche g2 · Cavalier blanc sur case blanche d1 · Roi blanc sur case noire g1 · Fou blanc sur case blanche h1 | Tour blanche sur case blanche e8 · Tour noire sur case noire f8 · Roi noir sur case noire h8 · Pion noir sur case noire c7 · Fou noir sur case blanche d7 · Pion noir sur case noire g7 · Cavalier noir sur case noire f6 · Pion noir sur case noire h6 · Pion noir sur case blanche f5 · Pion blanc sur case blanche c4 · Pion blanc sur case noire d4 · Pion noir sur case blanche e4 · Pion blanc sur case noire f4 · Pion blanc sur case noire h4 · Pion noir sur case noire c3 · Cavalier noir sur case blanche d3 · Pion blanc sur case noire e3 · Pion blanc sur case noire g3 · Cavalier blanc sur case noire d2 · Tour blanche sur case blanche g2 · Cavalier blanc sur case blanche d1 · Roi blanc sur case noire g1 · Fou blanc sur case blanche h1 | Tour blanche sur case blanche e8 · Tour noire sur case noire f8 · Roi noir sur case noire h8 · Pion noir sur case noire c7 · Fou noir sur case blanche d7 · Pion noir sur case noire g7 · Cavalier noir sur case noire f6 · Pion noir sur case noire h6 · Pion noir sur case blanche f5 · Pion blanc sur case blanche c4 · Pion blanc sur case noire d4 · Pion noir sur case blanche e4 · Pion blanc sur case noire f4 · Pion blanc sur case noire h4 · Pion noir sur case noire c3 · Cavalier noir sur case blanche d3 · Pion blanc sur case noire e3 · Pion blanc sur case noire g3 · Cavalier blanc sur case noire d2 · Tour blanche sur case blanche g2 · Cavalier blanc sur case blanche d1 · Roi blanc sur case noire g1 · Fou blanc sur case blanche h1 | Tour blanche sur case blanche e8 · Tour noire sur case noire f8 · Roi noir sur case noire h8 · Pion noir sur case noire c7 · Fou noir sur case blanche d7 · Pion noir sur case noire g7 · Cavalier noir sur case noire f6 · Pion noir sur case noire h6 · Pion noir sur case blanche f5 · Pion blanc sur case blanche c4 · Pion blanc sur case noire d4 · Pion noir sur case blanche e4 · Pion blanc sur case noire f4 · Pion blanc sur case noire h4 · Pion noir sur case noire c3 · Cavalier noir sur case blanche d3 · Pion blanc sur case noire e3 · Pion blanc sur case noire g3 · Cavalier blanc sur case noire d2 · Tour blanche sur case blanche g2 · Cavalier blanc sur case blanche d1 · Roi blanc sur case noire g1 · Fou blanc sur case blanche h1 | Tour blanche sur case blanche e8 · Tour noire sur case noire f8 · Roi noir sur case noire h8 · Pion noir sur case noire c7 · Fou noir sur case blanche d7 · Pion noir sur case noire g7 · Cavalier noir sur case noire f6 · Pion noir sur case noire h6 · Pion noir sur case blanche f5 · Pion blanc sur case blanche c4 · Pion blanc sur case noire d4 · Pion noir sur case blanche e4 · Pion blanc sur case noire f4 · Pion blanc sur case noire h4 · Pion noir sur case noire c3 · Cavalier noir sur case blanche d3 · Pion blanc sur case noire e3 · Pion blanc sur case noire g3 · Cavalier blanc sur case noire d2 · Tour blanche sur case blanche g2 · Cavalier blanc sur case blanche d1 · Roi blanc sur case noire g1 · Fou blanc sur case blanche h1 | 2 |
| 1 | Tour blanche sur case blanche e8 · Tour noire sur case noire f8 · Roi noir sur case noire h8 · Pion noir sur case noire c7 · Fou noir sur case blanche d7 · Pion noir sur case noire g7 · Cavalier noir sur case noire f6 · Pion noir sur case noire h6 · Pion noir sur case blanche f5 · Pion blanc sur case blanche c4 · Pion blanc sur case noire d4 · Pion noir sur case blanche e4 · Pion blanc sur case noire f4 · Pion blanc sur case noire h4 · Pion noir sur case noire c3 · Cavalier noir sur case blanche d3 · Pion blanc sur case noire e3 · Pion blanc sur case noire g3 · Cavalier blanc sur case noire d2 · Tour blanche sur case blanche g2 · Cavalier blanc sur case blanche d1 · Roi blanc sur case noire g1 · Fou blanc sur case blanche h1 | Tour blanche sur case blanche e8 · Tour noire sur case noire f8 · Roi noir sur case noire h8 · Pion noir sur case noire c7 · Fou noir sur case blanche d7 · Pion noir sur case noire g7 · Cavalier noir sur case noire f6 · Pion noir sur case noire h6 · Pion noir sur case blanche f5 · Pion blanc sur case blanche c4 · Pion blanc sur case noire d4 · Pion noir sur case blanche e4 · Pion blanc sur case noire f4 · Pion blanc sur case noire h4 · Pion noir sur case noire c3 · Cavalier noir sur case blanche d3 · Pion blanc sur case noire e3 · Pion blanc sur case noire g3 · Cavalier blanc sur case noire d2 · Tour blanche sur case blanche g2 · Cavalier blanc sur case blanche d1 · Roi blanc sur case noire g1 · Fou blanc sur case blanche h1 | Tour blanche sur case blanche e8 · Tour noire sur case noire f8 · Roi noir sur case noire h8 · Pion noir sur case noire c7 · Fou noir sur case blanche d7 · Pion noir sur case noire g7 · Cavalier noir sur case noire f6 · Pion noir sur case noire h6 · Pion noir sur case blanche f5 · Pion blanc sur case blanche c4 · Pion blanc sur case noire d4 · Pion noir sur case blanche e4 · Pion blanc sur case noire f4 · Pion blanc sur case noire h4 · Pion noir sur case noire c3 · Cavalier noir sur case blanche d3 · Pion blanc sur case noire e3 · Pion blanc sur case noire g3 · Cavalier blanc sur case noire d2 · Tour blanche sur case blanche g2 · Cavalier blanc sur case blanche d1 · Roi blanc sur case noire g1 · Fou blanc sur case blanche h1 | Tour blanche sur case blanche e8 · Tour noire sur case noire f8 · Roi noir sur case noire h8 · Pion noir sur case noire c7 · Fou noir sur case blanche d7 · Pion noir sur case noire g7 · Cavalier noir sur case noire f6 · Pion noir sur case noire h6 · Pion noir sur case blanche f5 · Pion blanc sur case blanche c4 · Pion blanc sur case noire d4 · Pion noir sur case blanche e4 · Pion blanc sur case noire f4 · Pion blanc sur case noire h4 · Pion noir sur case noire c3 · Cavalier noir sur case blanche d3 · Pion blanc sur case noire e3 · Pion blanc sur case noire g3 · Cavalier blanc sur case noire d2 · Tour blanche sur case blanche g2 · Cavalier blanc sur case blanche d1 · Roi blanc sur case noire g1 · Fou blanc sur case blanche h1 | Tour blanche sur case blanche e8 · Tour noire sur case noire f8 · Roi noir sur case noire h8 · Pion noir sur case noire c7 · Fou noir sur case blanche d7 · Pion noir sur case noire g7 · Cavalier noir sur case noire f6 · Pion noir sur case noire h6 · Pion noir sur case blanche f5 · Pion blanc sur case blanche c4 · Pion blanc sur case noire d4 · Pion noir sur case blanche e4 · Pion blanc sur case noire f4 · Pion blanc sur case noire h4 · Pion noir sur case noire c3 · Cavalier noir sur case blanche d3 · Pion blanc sur case noire e3 · Pion blanc sur case noire g3 · Cavalier blanc sur case noire d2 · Tour blanche sur case blanche g2 · Cavalier blanc sur case blanche d1 · Roi blanc sur case noire g1 · Fou blanc sur case blanche h1 | Tour blanche sur case blanche e8 · Tour noire sur case noire f8 · Roi noir sur case noire h8 · Pion noir sur case noire c7 · Fou noir sur case blanche d7 · Pion noir sur case noire g7 · Cavalier noir sur case noire f6 · Pion noir sur case noire h6 · Pion noir sur case blanche f5 · Pion blanc sur case blanche c4 · Pion blanc sur case noire d4 · Pion noir sur case blanche e4 · Pion blanc sur case noire f4 · Pion blanc sur case noire h4 · Pion noir sur case noire c3 · Cavalier noir sur case blanche d3 · Pion blanc sur case noire e3 · Pion blanc sur case noire g3 · Cavalier blanc sur case noire d2 · Tour blanche sur case blanche g2 · Cavalier blanc sur case blanche d1 · Roi blanc sur case noire g1 · Fou blanc sur case blanche h1 | Tour blanche sur case blanche e8 · Tour noire sur case noire f8 · Roi noir sur case noire h8 · Pion noir sur case noire c7 · Fou noir sur case blanche d7 · Pion noir sur case noire g7 · Cavalier noir sur case noire f6 · Pion noir sur case noire h6 · Pion noir sur case blanche f5 · Pion blanc sur case blanche c4 · Pion blanc sur case noire d4 · Pion noir sur case blanche e4 · Pion blanc sur case noire f4 · Pion blanc sur case noire h4 · Pion noir sur case noire c3 · Cavalier noir sur case blanche d3 · Pion blanc sur case noire e3 · Pion blanc sur case noire g3 · Cavalier blanc sur case noire d2 · Tour blanche sur case blanche g2 · Cavalier blanc sur case blanche d1 · Roi blanc sur case noire g1 · Fou blanc sur case blanche h1 | Tour blanche sur case blanche e8 · Tour noire sur case noire f8 · Roi noir sur case noire h8 · Pion noir sur case noire c7 · Fou noir sur case blanche d7 · Pion noir sur case noire g7 · Cavalier noir sur case noire f6 · Pion noir sur case noire h6 · Pion noir sur case blanche f5 · Pion blanc sur case blanche c4 · Pion blanc sur case noire d4 · Pion noir sur case blanche e4 · Pion blanc sur case noire f4 · Pion blanc sur case noire h4 · Pion noir sur case noire c3 · Cavalier noir sur case blanche d3 · Pion blanc sur case noire e3 · Pion blanc sur case noire g3 · Cavalier blanc sur case noire d2 · Tour blanche sur case blanche g2 · Cavalier blanc sur case blanche d1 · Roi blanc sur case noire g1 · Fou blanc sur case blanche h1 | 1 |
|   | a | b | c | d | e | f | g | h |   |

31...c2!! 32. Txf8+ Rh7 33. Cf2 c1=D+ 34. Cf1 Ce1 35. Th2 Dxc4 36. Tb8 Fb5 37. Txb5 Dxb5 38. g4 Cf3+ 39. Fxf3 exf3 40. gxf5 De2 Edmar Mednis, dans King Power in Chess note que les Blancs sont dans un zugzwang total (voir diagramme). Par exemple, sur 41. Ch3, les Noirs répliquent par ...Cg4, et si les blancs prennent la dame, les noirs obtiennent une nouvelle dame par 42...fxe2. 
|   | a | b | c | d | e | f | g | h |   |
| 8 | Pion noir sur case noire c7 · Pion noir sur case noire g7 · Roi noir sur case blanche h7 · Cavalier noir sur case noire f6 · Pion noir sur case noire h6 · Pion blanc sur case blanche f5 · Pion blanc sur case noire d4 · Pion blanc sur case noire f4 · Pion blanc sur case noire h4 · Pion blanc sur case noire e3 · Pion noir sur case blanche f3 · Dame noire sur case blanche e2 · Cavalier blanc sur case noire f2 · Tour blanche sur case noire h2 · Cavalier blanc sur case blanche f1 · Roi blanc sur case noire g1 | Pion noir sur case noire c7 · Pion noir sur case noire g7 · Roi noir sur case blanche h7 · Cavalier noir sur case noire f6 · Pion noir sur case noire h6 · Pion blanc sur case blanche f5 · Pion blanc sur case noire d4 · Pion blanc sur case noire f4 · Pion blanc sur case noire h4 · Pion blanc sur case noire e3 · Pion noir sur case blanche f3 · Dame noire sur case blanche e2 · Cavalier blanc sur case noire f2 · Tour blanche sur case noire h2 · Cavalier blanc sur case blanche f1 · Roi blanc sur case noire g1 | Pion noir sur case noire c7 · Pion noir sur case noire g7 · Roi noir sur case blanche h7 · Cavalier noir sur case noire f6 · Pion noir sur case noire h6 · Pion blanc sur case blanche f5 · Pion blanc sur case noire d4 · Pion blanc sur case noire f4 · Pion blanc sur case noire h4 · Pion blanc sur case noire e3 · Pion noir sur case blanche f3 · Dame noire sur case blanche e2 · Cavalier blanc sur case noire f2 · Tour blanche sur case noire h2 · Cavalier blanc sur case blanche f1 · Roi blanc sur case noire g1 | Pion noir sur case noire c7 · Pion noir sur case noire g7 · Roi noir sur case blanche h7 · Cavalier noir sur case noire f6 · Pion noir sur case noire h6 · Pion blanc sur case blanche f5 · Pion blanc sur case noire d4 · Pion blanc sur case noire f4 · Pion blanc sur case noire h4 · Pion blanc sur case noire e3 · Pion noir sur case blanche f3 · Dame noire sur case blanche e2 · Cavalier blanc sur case noire f2 · Tour blanche sur case noire h2 · Cavalier blanc sur case blanche f1 · Roi blanc sur case noire g1 | Pion noir sur case noire c7 · Pion noir sur case noire g7 · Roi noir sur case blanche h7 · Cavalier noir sur case noire f6 · Pion noir sur case noire h6 · Pion blanc sur case blanche f5 · Pion blanc sur case noire d4 · Pion blanc sur case noire f4 · Pion blanc sur case noire h4 · Pion blanc sur case noire e3 · Pion noir sur case blanche f3 · Dame noire sur case blanche e2 · Cavalier blanc sur case noire f2 · Tour blanche sur case noire h2 · Cavalier blanc sur case blanche f1 · Roi blanc sur case noire g1 | Pion noir sur case noire c7 · Pion noir sur case noire g7 · Roi noir sur case blanche h7 · Cavalier noir sur case noire f6 · Pion noir sur case noire h6 · Pion blanc sur case blanche f5 · Pion blanc sur case noire d4 · Pion blanc sur case noire f4 · Pion blanc sur case noire h4 · Pion blanc sur case noire e3 · Pion noir sur case blanche f3 · Dame noire sur case blanche e2 · Cavalier blanc sur case noire f2 · Tour blanche sur case noire h2 · Cavalier blanc sur case blanche f1 · Roi blanc sur case noire g1 | Pion noir sur case noire c7 · Pion noir sur case noire g7 · Roi noir sur case blanche h7 · Cavalier noir sur case noire f6 · Pion noir sur case noire h6 · Pion blanc sur case blanche f5 · Pion blanc sur case noire d4 · Pion blanc sur case noire f4 · Pion blanc sur case noire h4 · Pion blanc sur case noire e3 · Pion noir sur case blanche f3 · Dame noire sur case blanche e2 · Cavalier blanc sur case noire f2 · Tour blanche sur case noire h2 · Cavalier blanc sur case blanche f1 · Roi blanc sur case noire g1 | Pion noir sur case noire c7 · Pion noir sur case noire g7 · Roi noir sur case blanche h7 · Cavalier noir sur case noire f6 · Pion noir sur case noire h6 · Pion blanc sur case blanche f5 · Pion blanc sur case noire d4 · Pion blanc sur case noire f4 · Pion blanc sur case noire h4 · Pion blanc sur case noire e3 · Pion noir sur case blanche f3 · Dame noire sur case blanche e2 · Cavalier blanc sur case noire f2 · Tour blanche sur case noire h2 · Cavalier blanc sur case blanche f1 · Roi blanc sur case noire g1 | 8 |
| 7 | Pion noir sur case noire c7 · Pion noir sur case noire g7 · Roi noir sur case blanche h7 · Cavalier noir sur case noire f6 · Pion noir sur case noire h6 · Pion blanc sur case blanche f5 · Pion blanc sur case noire d4 · Pion blanc sur case noire f4 · Pion blanc sur case noire h4 · Pion blanc sur case noire e3 · Pion noir sur case blanche f3 · Dame noire sur case blanche e2 · Cavalier blanc sur case noire f2 · Tour blanche sur case noire h2 · Cavalier blanc sur case blanche f1 · Roi blanc sur case noire g1 | Pion noir sur case noire c7 · Pion noir sur case noire g7 · Roi noir sur case blanche h7 · Cavalier noir sur case noire f6 · Pion noir sur case noire h6 · Pion blanc sur case blanche f5 · Pion blanc sur case noire d4 · Pion blanc sur case noire f4 · Pion blanc sur case noire h4 · Pion blanc sur case noire e3 · Pion noir sur case blanche f3 · Dame noire sur case blanche e2 · Cavalier blanc sur case noire f2 · Tour blanche sur case noire h2 · Cavalier blanc sur case blanche f1 · Roi blanc sur case noire g1 | Pion noir sur case noire c7 · Pion noir sur case noire g7 · Roi noir sur case blanche h7 · Cavalier noir sur case noire f6 · Pion noir sur case noire h6 · Pion blanc sur case blanche f5 · Pion blanc sur case noire d4 · Pion blanc sur case noire f4 · Pion blanc sur case noire h4 · Pion blanc sur case noire e3 · Pion noir sur case blanche f3 · Dame noire sur case blanche e2 · Cavalier blanc sur case noire f2 · Tour blanche sur case noire h2 · Cavalier blanc sur case blanche f1 · Roi blanc sur case noire g1 | Pion noir sur case noire c7 · Pion noir sur case noire g7 · Roi noir sur case blanche h7 · Cavalier noir sur case noire f6 · Pion noir sur case noire h6 · Pion blanc sur case blanche f5 · Pion blanc sur case noire d4 · Pion blanc sur case noire f4 · Pion blanc sur case noire h4 · Pion blanc sur case noire e3 · Pion noir sur case blanche f3 · Dame noire sur case blanche e2 · Cavalier blanc sur case noire f2 · Tour blanche sur case noire h2 · Cavalier blanc sur case blanche f1 · Roi blanc sur case noire g1 | Pion noir sur case noire c7 · Pion noir sur case noire g7 · Roi noir sur case blanche h7 · Cavalier noir sur case noire f6 · Pion noir sur case noire h6 · Pion blanc sur case blanche f5 · Pion blanc sur case noire d4 · Pion blanc sur case noire f4 · Pion blanc sur case noire h4 · Pion blanc sur case noire e3 · Pion noir sur case blanche f3 · Dame noire sur case blanche e2 · Cavalier blanc sur case noire f2 · Tour blanche sur case noire h2 · Cavalier blanc sur case blanche f1 · Roi blanc sur case noire g1 | Pion noir sur case noire c7 · Pion noir sur case noire g7 · Roi noir sur case blanche h7 · Cavalier noir sur case noire f6 · Pion noir sur case noire h6 · Pion blanc sur case blanche f5 · Pion blanc sur case noire d4 · Pion blanc sur case noire f4 · Pion blanc sur case noire h4 · Pion blanc sur case noire e3 · Pion noir sur case blanche f3 · Dame noire sur case blanche e2 · Cavalier blanc sur case noire f2 · Tour blanche sur case noire h2 · Cavalier blanc sur case blanche f1 · Roi blanc sur case noire g1 | Pion noir sur case noire c7 · Pion noir sur case noire g7 · Roi noir sur case blanche h7 · Cavalier noir sur case noire f6 · Pion noir sur case noire h6 · Pion blanc sur case blanche f5 · Pion blanc sur case noire d4 · Pion blanc sur case noire f4 · Pion blanc sur case noire h4 · Pion blanc sur case noire e3 · Pion noir sur case blanche f3 · Dame noire sur case blanche e2 · Cavalier blanc sur case noire f2 · Tour blanche sur case noire h2 · Cavalier blanc sur case blanche f1 · Roi blanc sur case noire g1 | Pion noir sur case noire c7 · Pion noir sur case noire g7 · Roi noir sur case blanche h7 · Cavalier noir sur case noire f6 · Pion noir sur case noire h6 · Pion blanc sur case blanche f5 · Pion blanc sur case noire d4 · Pion blanc sur case noire f4 · Pion blanc sur case noire h4 · Pion blanc sur case noire e3 · Pion noir sur case blanche f3 · Dame noire sur case blanche e2 · Cavalier blanc sur case noire f2 · Tour blanche sur case noire h2 · Cavalier blanc sur case blanche f1 · Roi blanc sur case noire g1 | 7 |
| 6 | Pion noir sur case noire c7 · Pion noir sur case noire g7 · Roi noir sur case blanche h7 · Cavalier noir sur case noire f6 · Pion noir sur case noire h6 · Pion blanc sur case blanche f5 · Pion blanc sur case noire d4 · Pion blanc sur case noire f4 · Pion blanc sur case noire h4 · Pion blanc sur case noire e3 · Pion noir sur case blanche f3 · Dame noire sur case blanche e2 · Cavalier blanc sur case noire f2 · Tour blanche sur case noire h2 · Cavalier blanc sur case blanche f1 · Roi blanc sur case noire g1 | Pion noir sur case noire c7 · Pion noir sur case noire g7 · Roi noir sur case blanche h7 · Cavalier noir sur case noire f6 · Pion noir sur case noire h6 · Pion blanc sur case blanche f5 · Pion blanc sur case noire d4 · Pion blanc sur case noire f4 · Pion blanc sur case noire h4 · Pion blanc sur case noire e3 · Pion noir sur case blanche f3 · Dame noire sur case blanche e2 · Cavalier blanc sur case noire f2 · Tour blanche sur case noire h2 · Cavalier blanc sur case blanche f1 · Roi blanc sur case noire g1 | Pion noir sur case noire c7 · Pion noir sur case noire g7 · Roi noir sur case blanche h7 · Cavalier noir sur case noire f6 · Pion noir sur case noire h6 · Pion blanc sur case blanche f5 · Pion blanc sur case noire d4 · Pion blanc sur case noire f4 · Pion blanc sur case noire h4 · Pion blanc sur case noire e3 · Pion noir sur case blanche f3 · Dame noire sur case blanche e2 · Cavalier blanc sur case noire f2 · Tour blanche sur case noire h2 · Cavalier blanc sur case blanche f1 · Roi blanc sur case noire g1 | Pion noir sur case noire c7 · Pion noir sur case noire g7 · Roi noir sur case blanche h7 · Cavalier noir sur case noire f6 · Pion noir sur case noire h6 · Pion blanc sur case blanche f5 · Pion blanc sur case noire d4 · Pion blanc sur case noire f4 · Pion blanc sur case noire h4 · Pion blanc sur case noire e3 · Pion noir sur case blanche f3 · Dame noire sur case blanche e2 · Cavalier blanc sur case noire f2 · Tour blanche sur case noire h2 · Cavalier blanc sur case blanche f1 · Roi blanc sur case noire g1 | Pion noir sur case noire c7 · Pion noir sur case noire g7 · Roi noir sur case blanche h7 · Cavalier noir sur case noire f6 · Pion noir sur case noire h6 · Pion blanc sur case blanche f5 · Pion blanc sur case noire d4 · Pion blanc sur case noire f4 · Pion blanc sur case noire h4 · Pion blanc sur case noire e3 · Pion noir sur case blanche f3 · Dame noire sur case blanche e2 · Cavalier blanc sur case noire f2 · Tour blanche sur case noire h2 · Cavalier blanc sur case blanche f1 · Roi blanc sur case noire g1 | Pion noir sur case noire c7 · Pion noir sur case noire g7 · Roi noir sur case blanche h7 · Cavalier noir sur case noire f6 · Pion noir sur case noire h6 · Pion blanc sur case blanche f5 · Pion blanc sur case noire d4 · Pion blanc sur case noire f4 · Pion blanc sur case noire h4 · Pion blanc sur case noire e3 · Pion noir sur case blanche f3 · Dame noire sur case blanche e2 · Cavalier blanc sur case noire f2 · Tour blanche sur case noire h2 · Cavalier blanc sur case blanche f1 · Roi blanc sur case noire g1 | Pion noir sur case noire c7 · Pion noir sur case noire g7 · Roi noir sur case blanche h7 · Cavalier noir sur case noire f6 · Pion noir sur case noire h6 · Pion blanc sur case blanche f5 · Pion blanc sur case noire d4 · Pion blanc sur case noire f4 · Pion blanc sur case noire h4 · Pion blanc sur case noire e3 · Pion noir sur case blanche f3 · Dame noire sur case blanche e2 · Cavalier blanc sur case noire f2 · Tour blanche sur case noire h2 · Cavalier blanc sur case blanche f1 · Roi blanc sur case noire g1 | Pion noir sur case noire c7 · Pion noir sur case noire g7 · Roi noir sur case blanche h7 · Cavalier noir sur case noire f6 · Pion noir sur case noire h6 · Pion blanc sur case blanche f5 · Pion blanc sur case noire d4 · Pion blanc sur case noire f4 · Pion blanc sur case noire h4 · Pion blanc sur case noire e3 · Pion noir sur case blanche f3 · Dame noire sur case blanche e2 · Cavalier blanc sur case noire f2 · Tour blanche sur case noire h2 · Cavalier blanc sur case blanche f1 · Roi blanc sur case noire g1 | 6 |
| 5 | Pion noir sur case noire c7 · Pion noir sur case noire g7 · Roi noir sur case blanche h7 · Cavalier noir sur case noire f6 · Pion noir sur case noire h6 · Pion blanc sur case blanche f5 · Pion blanc sur case noire d4 · Pion blanc sur case noire f4 · Pion blanc sur case noire h4 · Pion blanc sur case noire e3 · Pion noir sur case blanche f3 · Dame noire sur case blanche e2 · Cavalier blanc sur case noire f2 · Tour blanche sur case noire h2 · Cavalier blanc sur case blanche f1 · Roi blanc sur case noire g1 | Pion noir sur case noire c7 · Pion noir sur case noire g7 · Roi noir sur case blanche h7 · Cavalier noir sur case noire f6 · Pion noir sur case noire h6 · Pion blanc sur case blanche f5 · Pion blanc sur case noire d4 · Pion blanc sur case noire f4 · Pion blanc sur case noire h4 · Pion blanc sur case noire e3 · Pion noir sur case blanche f3 · Dame noire sur case blanche e2 · Cavalier blanc sur case noire f2 · Tour blanche sur case noire h2 · Cavalier blanc sur case blanche f1 · Roi blanc sur case noire g1 | Pion noir sur case noire c7 · Pion noir sur case noire g7 · Roi noir sur case blanche h7 · Cavalier noir sur case noire f6 · Pion noir sur case noire h6 · Pion blanc sur case blanche f5 · Pion blanc sur case noire d4 · Pion blanc sur case noire f4 · Pion blanc sur case noire h4 · Pion blanc sur case noire e3 · Pion noir sur case blanche f3 · Dame noire sur case blanche e2 · Cavalier blanc sur case noire f2 · Tour blanche sur case noire h2 · Cavalier blanc sur case blanche f1 · Roi blanc sur case noire g1 | Pion noir sur case noire c7 · Pion noir sur case noire g7 · Roi noir sur case blanche h7 · Cavalier noir sur case noire f6 · Pion noir sur case noire h6 · Pion blanc sur case blanche f5 · Pion blanc sur case noire d4 · Pion blanc sur case noire f4 · Pion blanc sur case noire h4 · Pion blanc sur case noire e3 · Pion noir sur case blanche f3 · Dame noire sur case blanche e2 · Cavalier blanc sur case noire f2 · Tour blanche sur case noire h2 · Cavalier blanc sur case blanche f1 · Roi blanc sur case noire g1 | Pion noir sur case noire c7 · Pion noir sur case noire g7 · Roi noir sur case blanche h7 · Cavalier noir sur case noire f6 · Pion noir sur case noire h6 · Pion blanc sur case blanche f5 · Pion blanc sur case noire d4 · Pion blanc sur case noire f4 · Pion blanc sur case noire h4 · Pion blanc sur case noire e3 · Pion noir sur case blanche f3 · Dame noire sur case blanche e2 · Cavalier blanc sur case noire f2 · Tour blanche sur case noire h2 · Cavalier blanc sur case blanche f1 · Roi blanc sur case noire g1 | Pion noir sur case noire c7 · Pion noir sur case noire g7 · Roi noir sur case blanche h7 · Cavalier noir sur case noire f6 · Pion noir sur case noire h6 · Pion blanc sur case blanche f5 · Pion blanc sur case noire d4 · Pion blanc sur case noire f4 · Pion blanc sur case noire h4 · Pion blanc sur case noire e3 · Pion noir sur case blanche f3 · Dame noire sur case blanche e2 · Cavalier blanc sur case noire f2 · Tour blanche sur case noire h2 · Cavalier blanc sur case blanche f1 · Roi blanc sur case noire g1 | Pion noir sur case noire c7 · Pion noir sur case noire g7 · Roi noir sur case blanche h7 · Cavalier noir sur case noire f6 · Pion noir sur case noire h6 · Pion blanc sur case blanche f5 · Pion blanc sur case noire d4 · Pion blanc sur case noire f4 · Pion blanc sur case noire h4 · Pion blanc sur case noire e3 · Pion noir sur case blanche f3 · Dame noire sur case blanche e2 · Cavalier blanc sur case noire f2 · Tour blanche sur case noire h2 · Cavalier blanc sur case blanche f1 · Roi blanc sur case noire g1 | Pion noir sur case noire c7 · Pion noir sur case noire g7 · Roi noir sur case blanche h7 · Cavalier noir sur case noire f6 · Pion noir sur case noire h6 · Pion blanc sur case blanche f5 · Pion blanc sur case noire d4 · Pion blanc sur case noire f4 · Pion blanc sur case noire h4 · Pion blanc sur case noire e3 · Pion noir sur case blanche f3 · Dame noire sur case blanche e2 · Cavalier blanc sur case noire f2 · Tour blanche sur case noire h2 · Cavalier blanc sur case blanche f1 · Roi blanc sur case noire g1 | 5 |
| 4 | Pion noir sur case noire c7 · Pion noir sur case noire g7 · Roi noir sur case blanche h7 · Cavalier noir sur case noire f6 · Pion noir sur case noire h6 · Pion blanc sur case blanche f5 · Pion blanc sur case noire d4 · Pion blanc sur case noire f4 · Pion blanc sur case noire h4 · Pion blanc sur case noire e3 · Pion noir sur case blanche f3 · Dame noire sur case blanche e2 · Cavalier blanc sur case noire f2 · Tour blanche sur case noire h2 · Cavalier blanc sur case blanche f1 · Roi blanc sur case noire g1 | Pion noir sur case noire c7 · Pion noir sur case noire g7 · Roi noir sur case blanche h7 · Cavalier noir sur case noire f6 · Pion noir sur case noire h6 · Pion blanc sur case blanche f5 · Pion blanc sur case noire d4 · Pion blanc sur case noire f4 · Pion blanc sur case noire h4 · Pion blanc sur case noire e3 · Pion noir sur case blanche f3 · Dame noire sur case blanche e2 · Cavalier blanc sur case noire f2 · Tour blanche sur case noire h2 · Cavalier blanc sur case blanche f1 · Roi blanc sur case noire g1 | Pion noir sur case noire c7 · Pion noir sur case noire g7 · Roi noir sur case blanche h7 · Cavalier noir sur case noire f6 · Pion noir sur case noire h6 · Pion blanc sur case blanche f5 · Pion blanc sur case noire d4 · Pion blanc sur case noire f4 · Pion blanc sur case noire h4 · Pion blanc sur case noire e3 · Pion noir sur case blanche f3 · Dame noire sur case blanche e2 · Cavalier blanc sur case noire f2 · Tour blanche sur case noire h2 · Cavalier blanc sur case blanche f1 · Roi blanc sur case noire g1 | Pion noir sur case noire c7 · Pion noir sur case noire g7 · Roi noir sur case blanche h7 · Cavalier noir sur case noire f6 · Pion noir sur case noire h6 · Pion blanc sur case blanche f5 · Pion blanc sur case noire d4 · Pion blanc sur case noire f4 · Pion blanc sur case noire h4 · Pion blanc sur case noire e3 · Pion noir sur case blanche f3 · Dame noire sur case blanche e2 · Cavalier blanc sur case noire f2 · Tour blanche sur case noire h2 · Cavalier blanc sur case blanche f1 · Roi blanc sur case noire g1 | Pion noir sur case noire c7 · Pion noir sur case noire g7 · Roi noir sur case blanche h7 · Cavalier noir sur case noire f6 · Pion noir sur case noire h6 · Pion blanc sur case blanche f5 · Pion blanc sur case noire d4 · Pion blanc sur case noire f4 · Pion blanc sur case noire h4 · Pion blanc sur case noire e3 · Pion noir sur case blanche f3 · Dame noire sur case blanche e2 · Cavalier blanc sur case noire f2 · Tour blanche sur case noire h2 · Cavalier blanc sur case blanche f1 · Roi blanc sur case noire g1 | Pion noir sur case noire c7 · Pion noir sur case noire g7 · Roi noir sur case blanche h7 · Cavalier noir sur case noire f6 · Pion noir sur case noire h6 · Pion blanc sur case blanche f5 · Pion blanc sur case noire d4 · Pion blanc sur case noire f4 · Pion blanc sur case noire h4 · Pion blanc sur case noire e3 · Pion noir sur case blanche f3 · Dame noire sur case blanche e2 · Cavalier blanc sur case noire f2 · Tour blanche sur case noire h2 · Cavalier blanc sur case blanche f1 · Roi blanc sur case noire g1 | Pion noir sur case noire c7 · Pion noir sur case noire g7 · Roi noir sur case blanche h7 · Cavalier noir sur case noire f6 · Pion noir sur case noire h6 · Pion blanc sur case blanche f5 · Pion blanc sur case noire d4 · Pion blanc sur case noire f4 · Pion blanc sur case noire h4 · Pion blanc sur case noire e3 · Pion noir sur case blanche f3 · Dame noire sur case blanche e2 · Cavalier blanc sur case noire f2 · Tour blanche sur case noire h2 · Cavalier blanc sur case blanche f1 · Roi blanc sur case noire g1 | Pion noir sur case noire c7 · Pion noir sur case noire g7 · Roi noir sur case blanche h7 · Cavalier noir sur case noire f6 · Pion noir sur case noire h6 · Pion blanc sur case blanche f5 · Pion blanc sur case noire d4 · Pion blanc sur case noire f4 · Pion blanc sur case noire h4 · Pion blanc sur case noire e3 · Pion noir sur case blanche f3 · Dame noire sur case blanche e2 · Cavalier blanc sur case noire f2 · Tour blanche sur case noire h2 · Cavalier blanc sur case blanche f1 · Roi blanc sur case noire g1 | 4 |
| 3 | Pion noir sur case noire c7 · Pion noir sur case noire g7 · Roi noir sur case blanche h7 · Cavalier noir sur case noire f6 · Pion noir sur case noire h6 · Pion blanc sur case blanche f5 · Pion blanc sur case noire d4 · Pion blanc sur case noire f4 · Pion blanc sur case noire h4 · Pion blanc sur case noire e3 · Pion noir sur case blanche f3 · Dame noire sur case blanche e2 · Cavalier blanc sur case noire f2 · Tour blanche sur case noire h2 · Cavalier blanc sur case blanche f1 · Roi blanc sur case noire g1 | Pion noir sur case noire c7 · Pion noir sur case noire g7 · Roi noir sur case blanche h7 · Cavalier noir sur case noire f6 · Pion noir sur case noire h6 · Pion blanc sur case blanche f5 · Pion blanc sur case noire d4 · Pion blanc sur case noire f4 · Pion blanc sur case noire h4 · Pion blanc sur case noire e3 · Pion noir sur case blanche f3 · Dame noire sur case blanche e2 · Cavalier blanc sur case noire f2 · Tour blanche sur case noire h2 · Cavalier blanc sur case blanche f1 · Roi blanc sur case noire g1 | Pion noir sur case noire c7 · Pion noir sur case noire g7 · Roi noir sur case blanche h7 · Cavalier noir sur case noire f6 · Pion noir sur case noire h6 · Pion blanc sur case blanche f5 · Pion blanc sur case noire d4 · Pion blanc sur case noire f4 · Pion blanc sur case noire h4 · Pion blanc sur case noire e3 · Pion noir sur case blanche f3 · Dame noire sur case blanche e2 · Cavalier blanc sur case noire f2 · Tour blanche sur case noire h2 · Cavalier blanc sur case blanche f1 · Roi blanc sur case noire g1 | Pion noir sur case noire c7 · Pion noir sur case noire g7 · Roi noir sur case blanche h7 · Cavalier noir sur case noire f6 · Pion noir sur case noire h6 · Pion blanc sur case blanche f5 · Pion blanc sur case noire d4 · Pion blanc sur case noire f4 · Pion blanc sur case noire h4 · Pion blanc sur case noire e3 · Pion noir sur case blanche f3 · Dame noire sur case blanche e2 · Cavalier blanc sur case noire f2 · Tour blanche sur case noire h2 · Cavalier blanc sur case blanche f1 · Roi blanc sur case noire g1 | Pion noir sur case noire c7 · Pion noir sur case noire g7 · Roi noir sur case blanche h7 · Cavalier noir sur case noire f6 · Pion noir sur case noire h6 · Pion blanc sur case blanche f5 · Pion blanc sur case noire d4 · Pion blanc sur case noire f4 · Pion blanc sur case noire h4 · Pion blanc sur case noire e3 · Pion noir sur case blanche f3 · Dame noire sur case blanche e2 · Cavalier blanc sur case noire f2 · Tour blanche sur case noire h2 · Cavalier blanc sur case blanche f1 · Roi blanc sur case noire g1 | Pion noir sur case noire c7 · Pion noir sur case noire g7 · Roi noir sur case blanche h7 · Cavalier noir sur case noire f6 · Pion noir sur case noire h6 · Pion blanc sur case blanche f5 · Pion blanc sur case noire d4 · Pion blanc sur case noire f4 · Pion blanc sur case noire h4 · Pion blanc sur case noire e3 · Pion noir sur case blanche f3 · Dame noire sur case blanche e2 · Cavalier blanc sur case noire f2 · Tour blanche sur case noire h2 · Cavalier blanc sur case blanche f1 · Roi blanc sur case noire g1 | Pion noir sur case noire c7 · Pion noir sur case noire g7 · Roi noir sur case blanche h7 · Cavalier noir sur case noire f6 · Pion noir sur case noire h6 · Pion blanc sur case blanche f5 · Pion blanc sur case noire d4 · Pion blanc sur case noire f4 · Pion blanc sur case noire h4 · Pion blanc sur case noire e3 · Pion noir sur case blanche f3 · Dame noire sur case blanche e2 · Cavalier blanc sur case noire f2 · Tour blanche sur case noire h2 · Cavalier blanc sur case blanche f1 · Roi blanc sur case noire g1 | Pion noir sur case noire c7 · Pion noir sur case noire g7 · Roi noir sur case blanche h7 · Cavalier noir sur case noire f6 · Pion noir sur case noire h6 · Pion blanc sur case blanche f5 · Pion blanc sur case noire d4 · Pion blanc sur case noire f4 · Pion blanc sur case noire h4 · Pion blanc sur case noire e3 · Pion noir sur case blanche f3 · Dame noire sur case blanche e2 · Cavalier blanc sur case noire f2 · Tour blanche sur case noire h2 · Cavalier blanc sur case blanche f1 · Roi blanc sur case noire g1 | 3 |
| 2 | Pion noir sur case noire c7 · Pion noir sur case noire g7 · Roi noir sur case blanche h7 · Cavalier noir sur case noire f6 · Pion noir sur case noire h6 · Pion blanc sur case blanche f5 · Pion blanc sur case noire d4 · Pion blanc sur case noire f4 · Pion blanc sur case noire h4 · Pion blanc sur case noire e3 · Pion noir sur case blanche f3 · Dame noire sur case blanche e2 · Cavalier blanc sur case noire f2 · Tour blanche sur case noire h2 · Cavalier blanc sur case blanche f1 · Roi blanc sur case noire g1 | Pion noir sur case noire c7 · Pion noir sur case noire g7 · Roi noir sur case blanche h7 · Cavalier noir sur case noire f6 · Pion noir sur case noire h6 · Pion blanc sur case blanche f5 · Pion blanc sur case noire d4 · Pion blanc sur case noire f4 · Pion blanc sur case noire h4 · Pion blanc sur case noire e3 · Pion noir sur case blanche f3 · Dame noire sur case blanche e2 · Cavalier blanc sur case noire f2 · Tour blanche sur case noire h2 · Cavalier blanc sur case blanche f1 · Roi blanc sur case noire g1 | Pion noir sur case noire c7 · Pion noir sur case noire g7 · Roi noir sur case blanche h7 · Cavalier noir sur case noire f6 · Pion noir sur case noire h6 · Pion blanc sur case blanche f5 · Pion blanc sur case noire d4 · Pion blanc sur case noire f4 · Pion blanc sur case noire h4 · Pion blanc sur case noire e3 · Pion noir sur case blanche f3 · Dame noire sur case blanche e2 · Cavalier blanc sur case noire f2 · Tour blanche sur case noire h2 · Cavalier blanc sur case blanche f1 · Roi blanc sur case noire g1 | Pion noir sur case noire c7 · Pion noir sur case noire g7 · Roi noir sur case blanche h7 · Cavalier noir sur case noire f6 · Pion noir sur case noire h6 · Pion blanc sur case blanche f5 · Pion blanc sur case noire d4 · Pion blanc sur case noire f4 · Pion blanc sur case noire h4 · Pion blanc sur case noire e3 · Pion noir sur case blanche f3 · Dame noire sur case blanche e2 · Cavalier blanc sur case noire f2 · Tour blanche sur case noire h2 · Cavalier blanc sur case blanche f1 · Roi blanc sur case noire g1 | Pion noir sur case noire c7 · Pion noir sur case noire g7 · Roi noir sur case blanche h7 · Cavalier noir sur case noire f6 · Pion noir sur case noire h6 · Pion blanc sur case blanche f5 · Pion blanc sur case noire d4 · Pion blanc sur case noire f4 · Pion blanc sur case noire h4 · Pion blanc sur case noire e3 · Pion noir sur case blanche f3 · Dame noire sur case blanche e2 · Cavalier blanc sur case noire f2 · Tour blanche sur case noire h2 · Cavalier blanc sur case blanche f1 · Roi blanc sur case noire g1 | Pion noir sur case noire c7 · Pion noir sur case noire g7 · Roi noir sur case blanche h7 · Cavalier noir sur case noire f6 · Pion noir sur case noire h6 · Pion blanc sur case blanche f5 · Pion blanc sur case noire d4 · Pion blanc sur case noire f4 · Pion blanc sur case noire h4 · Pion blanc sur case noire e3 · Pion noir sur case blanche f3 · Dame noire sur case blanche e2 · Cavalier blanc sur case noire f2 · Tour blanche sur case noire h2 · Cavalier blanc sur case blanche f1 · Roi blanc sur case noire g1 | Pion noir sur case noire c7 · Pion noir sur case noire g7 · Roi noir sur case blanche h7 · Cavalier noir sur case noire f6 · Pion noir sur case noire h6 · Pion blanc sur case blanche f5 · Pion blanc sur case noire d4 · Pion blanc sur case noire f4 · Pion blanc sur case noire h4 · Pion blanc sur case noire e3 · Pion noir sur case blanche f3 · Dame noire sur case blanche e2 · Cavalier blanc sur case noire f2 · Tour blanche sur case noire h2 · Cavalier blanc sur case blanche f1 · Roi blanc sur case noire g1 | Pion noir sur case noire c7 · Pion noir sur case noire g7 · Roi noir sur case blanche h7 · Cavalier noir sur case noire f6 · Pion noir sur case noire h6 · Pion blanc sur case blanche f5 · Pion blanc sur case noire d4 · Pion blanc sur case noire f4 · Pion blanc sur case noire h4 · Pion blanc sur case noire e3 · Pion noir sur case blanche f3 · Dame noire sur case blanche e2 · Cavalier blanc sur case noire f2 · Tour blanche sur case noire h2 · Cavalier blanc sur case blanche f1 · Roi blanc sur case noire g1 | 2 |
| 1 | Pion noir sur case noire c7 · Pion noir sur case noire g7 · Roi noir sur case blanche h7 · Cavalier noir sur case noire f6 · Pion noir sur case noire h6 · Pion blanc sur case blanche f5 · Pion blanc sur case noire d4 · Pion blanc sur case noire f4 · Pion blanc sur case noire h4 · Pion blanc sur case noire e3 · Pion noir sur case blanche f3 · Dame noire sur case blanche e2 · Cavalier blanc sur case noire f2 · Tour blanche sur case noire h2 · Cavalier blanc sur case blanche f1 · Roi blanc sur case noire g1 | Pion noir sur case noire c7 · Pion noir sur case noire g7 · Roi noir sur case blanche h7 · Cavalier noir sur case noire f6 · Pion noir sur case noire h6 · Pion blanc sur case blanche f5 · Pion blanc sur case noire d4 · Pion blanc sur case noire f4 · Pion blanc sur case noire h4 · Pion blanc sur case noire e3 · Pion noir sur case blanche f3 · Dame noire sur case blanche e2 · Cavalier blanc sur case noire f2 · Tour blanche sur case noire h2 · Cavalier blanc sur case blanche f1 · Roi blanc sur case noire g1 | Pion noir sur case noire c7 · Pion noir sur case noire g7 · Roi noir sur case blanche h7 · Cavalier noir sur case noire f6 · Pion noir sur case noire h6 · Pion blanc sur case blanche f5 · Pion blanc sur case noire d4 · Pion blanc sur case noire f4 · Pion blanc sur case noire h4 · Pion blanc sur case noire e3 · Pion noir sur case blanche f3 · Dame noire sur case blanche e2 · Cavalier blanc sur case noire f2 · Tour blanche sur case noire h2 · Cavalier blanc sur case blanche f1 · Roi blanc sur case noire g1 | Pion noir sur case noire c7 · Pion noir sur case noire g7 · Roi noir sur case blanche h7 · Cavalier noir sur case noire f6 · Pion noir sur case noire h6 · Pion blanc sur case blanche f5 · Pion blanc sur case noire d4 · Pion blanc sur case noire f4 · Pion blanc sur case noire h4 · Pion blanc sur case noire e3 · Pion noir sur case blanche f3 · Dame noire sur case blanche e2 · Cavalier blanc sur case noire f2 · Tour blanche sur case noire h2 · Cavalier blanc sur case blanche f1 · Roi blanc sur case noire g1 | Pion noir sur case noire c7 · Pion noir sur case noire g7 · Roi noir sur case blanche h7 · Cavalier noir sur case noire f6 · Pion noir sur case noire h6 · Pion blanc sur case blanche f5 · Pion blanc sur case noire d4 · Pion blanc sur case noire f4 · Pion blanc sur case noire h4 · Pion blanc sur case noire e3 · Pion noir sur case blanche f3 · Dame noire sur case blanche e2 · Cavalier blanc sur case noire f2 · Tour blanche sur case noire h2 · Cavalier blanc sur case blanche f1 · Roi blanc sur case noire g1 | Pion noir sur case noire c7 · Pion noir sur case noire g7 · Roi noir sur case blanche h7 · Cavalier noir sur case noire f6 · Pion noir sur case noire h6 · Pion blanc sur case blanche f5 · Pion blanc sur case noire d4 · Pion blanc sur case noire f4 · Pion blanc sur case noire h4 · Pion blanc sur case noire e3 · Pion noir sur case blanche f3 · Dame noire sur case blanche e2 · Cavalier blanc sur case noire f2 · Tour blanche sur case noire h2 · Cavalier blanc sur case blanche f1 · Roi blanc sur case noire g1 | Pion noir sur case noire c7 · Pion noir sur case noire g7 · Roi noir sur case blanche h7 · Cavalier noir sur case noire f6 · Pion noir sur case noire h6 · Pion blanc sur case blanche f5 · Pion blanc sur case noire d4 · Pion blanc sur case noire f4 · Pion blanc sur case noire h4 · Pion blanc sur case noire e3 · Pion noir sur case blanche f3 · Dame noire sur case blanche e2 · Cavalier blanc sur case noire f2 · Tour blanche sur case noire h2 · Cavalier blanc sur case blanche f1 · Roi blanc sur case noire g1 | Pion noir sur case noire c7 · Pion noir sur case noire g7 · Roi noir sur case blanche h7 · Cavalier noir sur case noire f6 · Pion noir sur case noire h6 · Pion blanc sur case blanche f5 · Pion blanc sur case noire d4 · Pion blanc sur case noire f4 · Pion blanc sur case noire h4 · Pion blanc sur case noire e3 · Pion noir sur case blanche f3 · Dame noire sur case blanche e2 · Cavalier blanc sur case noire f2 · Tour blanche sur case noire h2 · Cavalier blanc sur case blanche f1 · Roi blanc sur case noire g1 | 1 |
|   | a | b | c | d | e | f | g | h |   |

41. d5 Rg8 42. h5 Rh7 43. e4 Cxe4 44. Cxe4 Dxe4 45. d6 cxd6 46. f6 gxf6 47. Td2 De2! Alekhine simplifie le jeu pour obtenir une position gagnante sans aucun risque de combinaison adverse 48. Txe2 fxe2 49. Rf2 exf1=D+ 50. Rxf1 Rg7 51. Re2 Rf7 52. Re3 Re6 53. Re4 d5+ 0-1 (54. Rd4 Rf5 55. Rxd5 Rxf4 56. Re6 Rg5)

## Postérité
Dans son livre Wonders and Curiosities of Chess, Irving Chernev a considéré qu'il s'agit de la plus belle partie jamais jouée : « Alekhine sacrifie trois Dames dans la même partie! ». Dans Alexander Alekhine's Chess Games, 1902-1946: 2543 Games of the Former World Champion, Many Annotated by Alekhine (p. 168), Leonard M. Skinner et Robert G.P. Verhoeven citent Alekhine : il considérait cette partie, avec celle de 1925 contre Richard Réti à Baden Baden, comme sa plus brillante partie jouée en tournoi. Dans son livre The 100 Best Chess Games of the 20th Century, Ranked , Andrew Soltis l'a classée quatrième meilleure partie du XXe siècle. Raymond Keene l'a faite figurer dans une série TV diffusée sur la chaîne britannique Thames reprenant les douze meilleures parties d'échecs de tous les temps et intitulée Duels of the Mind.
Trouvant son adversaire facile à vaincre, Alekhine choisit Bogoljubov comme challenger pour deux championnats du monde : en 1929 et en 1934.